# アレックス・オチョア
アレックス・オチョア（Alex Ochoa , 1972年3月29日 - ）は、アメリカ合衆国フロリダ州マイアミ出身の元プロ野球選手（外野手、右投右打）・コーチ。NPBでの登録名は「アレックス」。代理人はスコット・ボラス。

## 経歴

### MLB時代
1991年のMLBドラフト3巡目でボルチモア・オリオールズに指名され契約。
1995年6月28日にデーモン・ビュフォードとともに、ボビー・ボニーヤとの交換トレードでニューヨーク・メッツに移籍。同年9月18日の対アトランタ・ブレーブス戦の6回表にピート・ウォーカーへの代打としてMLBデビューを果たし、この打席で安打を放つ。
ニューヨーク・メッツ時代の1996年7月3日の対フィラデルフィア・フィリーズ戦ではサイクル安打を達成。アナハイム・エンゼルス時代の2002年には、当時新庄剛志が所属していたサンフランシスコ・ジャイアンツを破ってワールドシリーズ優勝メンバーにも名を連ねた。

### 中日時代
2002年オフ、当初は中日ドラゴンズに入団予定だったケビン・ミラーがボストン・レッドソックスに入団するため来日を取りやめた「ケビン・ミラー問題」により、急遽白羽の矢を立てられ来日した。登録名を決める際、当時監督だった山田久志が「オチョアにするとおっちょこちょいみたい」と考えたことから「アレックス」となった。背番号はミラーが着ける予定だった22となった。
2003年は巨人との開幕戦から4番・中堅手で先発出場。打撃では開幕戦第2打席で来日第1号本塁打を東京ドームのバックスクリーン上段に放つ。開幕シリーズの巨人戦では、守備で再三送球で強肩ぶりを見せつけ、周囲やマスコミを驚かせる場面が見られた。春先は好調だったが、4月の終わりになると急に打てなくなり、またチャンスに弱く、一時期得点圏打率が2割を切っていた。これにより、シーズン途中から4番は立浪和義に代わり、1番や6番を打った。最終的に打率は.294と3割に届かなかったものの21本塁打を放った。
2004年から背番号を4に変更し、前半戦から福留孝介の離脱までは5番打者を務める。4月7日の対巨人戦で日本で初となる逆転サヨナラ3点本塁打を放つ。4月13日にはサイクル安打を達成。1996年にMLBで達成したサイクル安打と合わせ、史上唯一のMLB、NPBでのサイクル安打達成者となっている。なお、本塁打、三塁打、二塁打、単打の順（リバース・サイクルヒット）で達成したのはNPBでは初だった。守備でもゴールデングラブ賞に選出された。アテネオリンピック期間中、またシーズン終盤に怪我により福留が離脱した際には4番として活躍。打率.294、21本塁打は前年とほぼ同じながら、前年の65打点を大きく上回る89打点という成績を残し、優勝に貢献。日本シリーズにも4番・中堅手で出場したものの、チームは3勝4敗で敗れた。
2005年は、タイロン・ウッズが加入し福留が5番に入ったことなどから、主に6番、7番を打つ。横浜との開幕戦で、無死満塁からセ・リーグでは初となる開幕戦サヨナラ満塁本塁打を三浦大輔から放った。この本塁打を含め、シーズンで三浦から3本の本塁打を打った。9月にはMLB・NPB通じて初となる、成績不振での二軍落ちを経験する。この年は打率が.269と成績が振るわなかった（本塁打は18本、打点は78）。
2006年は藤井淳志らの台頭や福留の広い守備範囲を生かすために左翼手へコンバートされるも、シーズン終盤に再び中堅手に戻る。当初は6番打者であったが、藤井がスタメン落ちし、井端弘和が2番に復帰、福留が3番に入ったことにより夏場までは5番で、森野将彦が5番に定着すると6番（それまでは相手投手との兼ね合いで森野と打順を入れ替えていた）を打った。2003年の入団以来、中日のシーズンチーム第1号本塁打を4年連続で放っている。打撃に波があったものの、得点圏打率は初めて3割を越えた。シーズン開幕直前には、落合博満監督の指示でアレックス・カブレラを真似たバッティングフォームに変えている。同年は初のオールスターゲーム出場を果たし（監督推薦）、第2戦では本塁打を放ち優秀選手に選ばれた。阪神戦での活躍もあり、中日の優勝に貢献。10月は肺炎によって、10日の試合までは出場していなかったが、胴上げには参加している。日本シリーズ第5戦ではスタメン落ちし、9回裏二死無走者で代打で登場したが左飛に倒れ、最後の打者となった。結局この打席が中日最後の打席となった。得点圏打率や様々な場面での殊勲打もあってか数字以上の存在感を示したが、本塁打は過去最少に終わった。ちなみに、日本シリーズで対戦した日本ハムの新庄剛志は、アレックスがエンゼルス時代に2002年のワールドシリーズで対戦したジャイアンツの選手としても出場しており、この両人はMLB/NPB両方のシリーズで選手として対戦した初めての例となった。
11月6日、中日はアレックスと翌年の契約を結ばないことを発表した

### 広島時代
2007年1月13日、ボストン・レッドソックスとマイナー契約を結び、傘下のAAA級ポータケットでプレーする。キャンプ中に打撃練習で打撃投手として登板した松坂大輔と対戦したときには日本のメディアのインタビューも受けている。AAA級開幕から主に左翼手や指名打者で起用されたが打撃不振が続き、5月17日に球団から自由契約選手として公示された。6月17日に広島東洋カープへの入団が発表され、日本球界へ復帰した。同20日に入団会見を行い、「一生懸命プレーするのが僕の身上。（日本球界に復帰した）オリックスのローズくらい本塁打を打ちたい」と抱負を語った。登録名は中日時代と同じ「アレックス」で、広島では珍しいファーストネーム登録となった。1年契約で、推定年俸15万ドル（約1860万円）＋出来高払い。

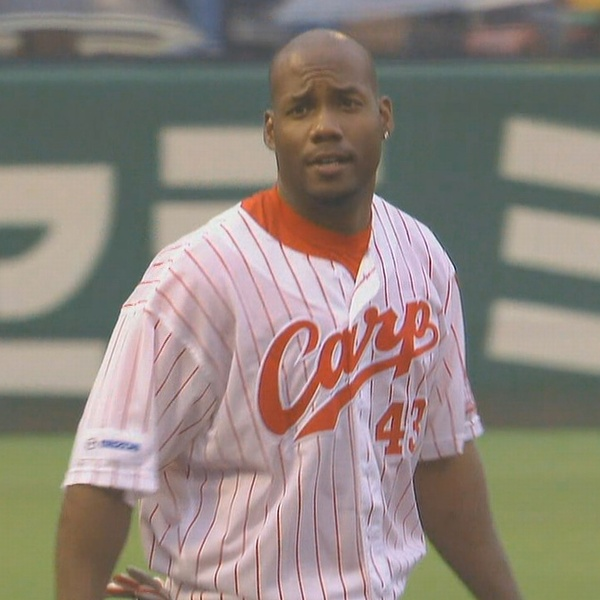

広島での初出場は6月29日の対巨人戦で、6番・中堅手として先発出場であった。6月半ばの入団ながら、最終的に290打数87安打で打率.300、7本塁打、31打点の好成績を収め、2008年シーズンの残留が決まった。
2008年1月10日に推定年俸6400万円＋出来高払いの1年契約で広島と再契約。シーズン開幕から打率3割前後を維持し、得点圏打率も.355を記録。最終的に打率.306、174安打（リーグ5位）、15本塁打、76打点と主要打撃部門で栗原健太に次ぐチーム2位の成績を挙げ、中軸として活躍した。ただ、リーグワーストの21併殺打を記録している。
年齢による肩の衰え（2009年シーズンから使用する新球場は、旧広島市民球場よりも外野が広くなったことも一因）などにより、球団は翌年の契約を結ばない方針を発表した。同年限りで現役を引退した。

### 引退後
2009年1月27日に、ボストン・レッドソックスのコーチ補佐に就任。
2012年は、ボビー・バレンタインが指揮を執るレッドソックスの一塁コーチを務めた。
代理人スコット・ボラスが2014年からの開業を目指す、フロリダ州の顧客専門のエリートジムの所長に就任する。

## 選手としての特徴・人物
圧倒的な強肩を生かした守備力に定評がある外野手。現役時代は深い守備位置からのダイレクト送球で、幾度となく走者の進塁を防ぎチームを救った。ボビー・バレンタインはアレックスの強肩を「メジャーで1番の肩」と絶賛している。また、同じく強肩で知られる中日時代の同僚・英智も「（肩の強さで）度肝を抜かれたのは（アレックスが）最初で最後」と語っている。
中日時代は自身、福留孝介、英智の外野手トリオが最強外野陣と称された。
打撃では打率を残せる安定した中距離打者タイプ。
広島時代に同僚だった木村昇吾は「（アレックスは）人としても素晴らしい」とその人柄を絶賛している。

## 詳細情報

### 年度別打撃成績
| 年 度    | 球 団    | 試 合 | 打 席 | 打 数 | 得 点 | 安 打 | 二 塁 打 | 三 塁 打 | 本 塁 打 | 塁 打 | 打 点 | 盗 塁 | 盗 塁 死 | 犠 打 | 犠 飛 | 四 球 | 敬 遠 | 死 球 | 三 振 | 併 殺 打 | 打 率 | 出 塁 率 | 長 打 率 | O P S |
| -------- | -------- | ----- | ----- | ----- | ----- | ----- | -------- | -------- | -------- | ----- | ----- | ----- | -------- | ----- | ----- | ----- | ----- | ----- | ----- | -------- | ----- | -------- | -------- | ----- |
| 1995     | NYM      | 11    | 39    | 37    | 7     | 11    | 1        | 0        | 0        | 12    | 0     | 1     | 0        | 0     | 0     | 2     | 0     | 0     | 10    | 1        | .297  | .333     | .324     | .658  |
| 1996     | NYM      | 82    | 304   | 282   | 37    | 83    | 19       | 3        | 4        | 120   | 33    | 4     | 3        | 0     | 3     | 17    | 0     | 2     | 30    | 2        | .294  | .336     | .426     | .761  |
| 1997     | NYM      | 113   | 262   | 238   | 31    | 58    | 14       | 1        | 3        | 83    | 22    | 3     | 4        | 2     | 2     | 18    | 0     | 2     | 32    | 7        | .244  | .300     | .349     | .649  |
| 1998     | MIN      | 94    | 260   | 249   | 35    | 64    | 14       | 2        | 2        | 88    | 25    | 6     | 3        | 0     | 0     | 10    | 0     | 1     | 35    | 7        | .257  | .288     | .353     | .642  |
| 1999     | MIL      | 119   | 329   | 277   | 47    | 83    | 16       | 3        | 8        | 129   | 40    | 6     | 4        | 0     | 2     | 45    | 2     | 5     | 43    | 4        | .300  | .404     | .466     | .870  |
| 2000     | CIN      | 118   | 275   | 244   | 50    | 77    | 21       | 3        | 13       | 143   | 58    | 9     | 4        | 0     | 4     | 24    | 3     | 3     | 27    | 7        | .316  | .378     | .586     | .964  |
| 2001     | CIN      | 90    | 379   | 349   | 48    | 101   | 20       | 4        | 7        | 150   | 35    | 12    | 9        | 2     | 2     | 24    | 0     | 2     | 53    | 3        | .289  | .337     | .430     | .767  |
| 2001     | COL      | 58    | 214   | 187   | 25    | 47    | 10       | 3        | 1        | 66    | 17    | 5     | 4        | 2     | 2     | 21    | 0     | 2     | 23    | 7        | .251  | .330     | .353     | .683  |
| '01計    | COL      | 148   | 593   | 536   | 73    | 148   | 30       | 7        | 8        | 216   | 52    | 17    | 13       | 4     | 4     | 45    | 0     | 4     | 76    | 10       | .276  | .334     | .403     | .737  |
| 2002     | MIL      | 85    | 250   | 215   | 32    | 55    | 9        | 0        | 6        | 82    | 21    | 2     | 2        | 1     | 0     | 32    | 2     | 2     | 30    | 7        | .256  | .357     | .381     | .739  |
| 2002     | ANA      | 37    | 75    | 65    | 8     | 18    | 7        | 0        | 2        | 31    | 10    | 8     | 5        | 0     | 0     | 10    | 0     | 0     | 5     | 0        | .277  | .373     | .477     | .850  |
| '02計    | ANA      | 122   | 325   | 280   | 40    | 73    | 16       | 0        | 8        | 113   | 31    | 10    | 7        | 1     | 0     | 42    | 2     | 2     | 35    | 7        | .261  | .361     | .404     | .765  |
| 2003     | 中日     | 137   | 567   | 507   | 83    | 149   | 28       | 0        | 21       | 240   | 65    | 5     | 4        | 1     | 4     | 47    | 1     | 8     | 91    | 9        | .294  | .360     | .473     | .834  |
| 2004     | 中日     | 138   | 590   | 520   | 63    | 153   | 24       | 2        | 21       | 244   | 89    | 3     | 4        | 0     | 5     | 55    | 2     | 10    | 83    | 11       | .294  | .369     | .469     | .839  |
| 2005     | 中日     | 137   | 574   | 524   | 59    | 141   | 24       | 0        | 18       | 219   | 78    | 2     | 1        | 0     | 3     | 41    | 2     | 6     | 103   | 16       | .269  | .328     | .418     | .745  |
| 2006     | 中日     | 138   | 578   | 523   | 57    | 143   | 30       | 1        | 15       | 220   | 77    | 2     | 3        | 0     | 1     | 52    | 3     | 2     | 86    | 13       | .273  | .341     | .421     | .761  |
| 2007     | 広島     | 73    | 320   | 290   | 36    | 87    | 18       | 1        | 7        | 128   | 31    | 2     | 4        | 0     | 0     | 28    | 0     | 2     | 48    | 4        | .300  | .366     | .441     | .807  |
| 2008     | 広島     | 142   | 605   | 569   | 74    | 174   | 29       | 1        | 15       | 250   | 76    | 3     | 3        | 0     | 1     | 32    | 0     | 3     | 63    | 21       | .306  | .345     | .439     | .785  |
| MLB：8年 | MLB：8年 | 807   | 2387  | 2143  | 320   | 597   | 131      | 19       | 46       | 904   | 261   | 56    | 38       | 7     | 15    | 203   | 7     | 19    | 288   | 45       | .279  | .344     | .422     | .766  |
| NPB：6年 | NPB：6年 | 765   | 3234  | 2933  | 372   | 847   | 153      | 5        | 97       | 1301  | 416   | 17    | 19       | 1     | 14    | 255   | 8     | 31    | 474   | 74       | .289  | .350     | .444     | .794  |

- 各年度の太字はリーグ最高

### 表彰
NPB
- ゴールデングラブ賞：1回（2004年）
- オールスターゲーム優秀選手賞：1回（2006年第2戦）

### 記録
MLB
- サイクル安打：1回（1996年7月3日、対フィラデルフィア・フィリーズ戦、ベテランズ・スタジアム）

NPB
- 初出場・初先発出場：2003年3月28日、対読売ジャイアンツ1回戦（東京ドーム）、4番・中堅手として先発出場
- 初安打・初本塁打・初打点：同上、4回表に上原浩治から中越ソロ本塁打
- 初盗塁：2003年5月24日、対広島東洋カープ10回戦（広島市民球場）、6回表に二盗（投手：黒田博樹、捕手：石原慶幸）
- オールスターゲーム出場：1回（2006年）
- サイクル安打：1回（2004年4月13日、対読売ジャイアンツ4回戦、東京ドーム）

### 背番号
- 22（1995年 - 1997年、2003年）
- 25（1998年）
- 24（1999年）
- 7（2000年 - 2001年途中）
- 3（2001年途中 - 同年終了）
- 18（2002年 - 同年途中）
- 23（2002年途中 - 同年終了）
- 4（2004年 - 2006年）
- 43（2007年途中 - 2008年）

### 登場曲
- 「X Gon' Give It To Ya」DMX（2003年）
- 「Magic Stick feat. Lil Kim」50 Cent（2003年 - 2004年）
- 「Lean Back」Terror Squad（2004年）
- 「Never Scared (The Takeover Remix) feat. Cam'ron, Jadakiss, Busta Rhymes」Bone Crusher（2004年）
- 「Hey Ya!」Outkast（2004年日本シリーズ第1・2戦）
- 「Heart Of A Champion」Nelly（2004年日本シリーズ第6・7戦）
- 「Drop It Like It's Hot feat. Pharrell」Snoop Dogg（2005年）
- 「Get Back」Ludacris（2005年）
- 「Just A Lil Bit」50 Cent（2005年）
- 「We Ain't feat. Eminem」The Game（2005年）
- 「Must Be Love feat. Smujji」FYA（2005年）
- 「Shake feat. Pitbull」Ying Yang Twins（2005年）
- 「Temperture」Sean Paul（2006年）
- 「Sweet Revenge」Ludacris（2006年）
- 「Promiscuous feat. Timbaland」Nelly Furtado（2006年）
- 「Money Maker」Ludacris（2006年日本シリーズ）

## 関連情報

### ドラマ出演
- ドリーム☆アゲイン - 本人役で登場。打席に出るも記録は巨人・二岡智宏に渡るショートゴロ。
- セレぶり3 - ミチコマンの理想の男性。外国人の子供が生まれた際に付ける名前や、サチコマンの占星術の際のおたけびなど、度々登場。